# Película en colores

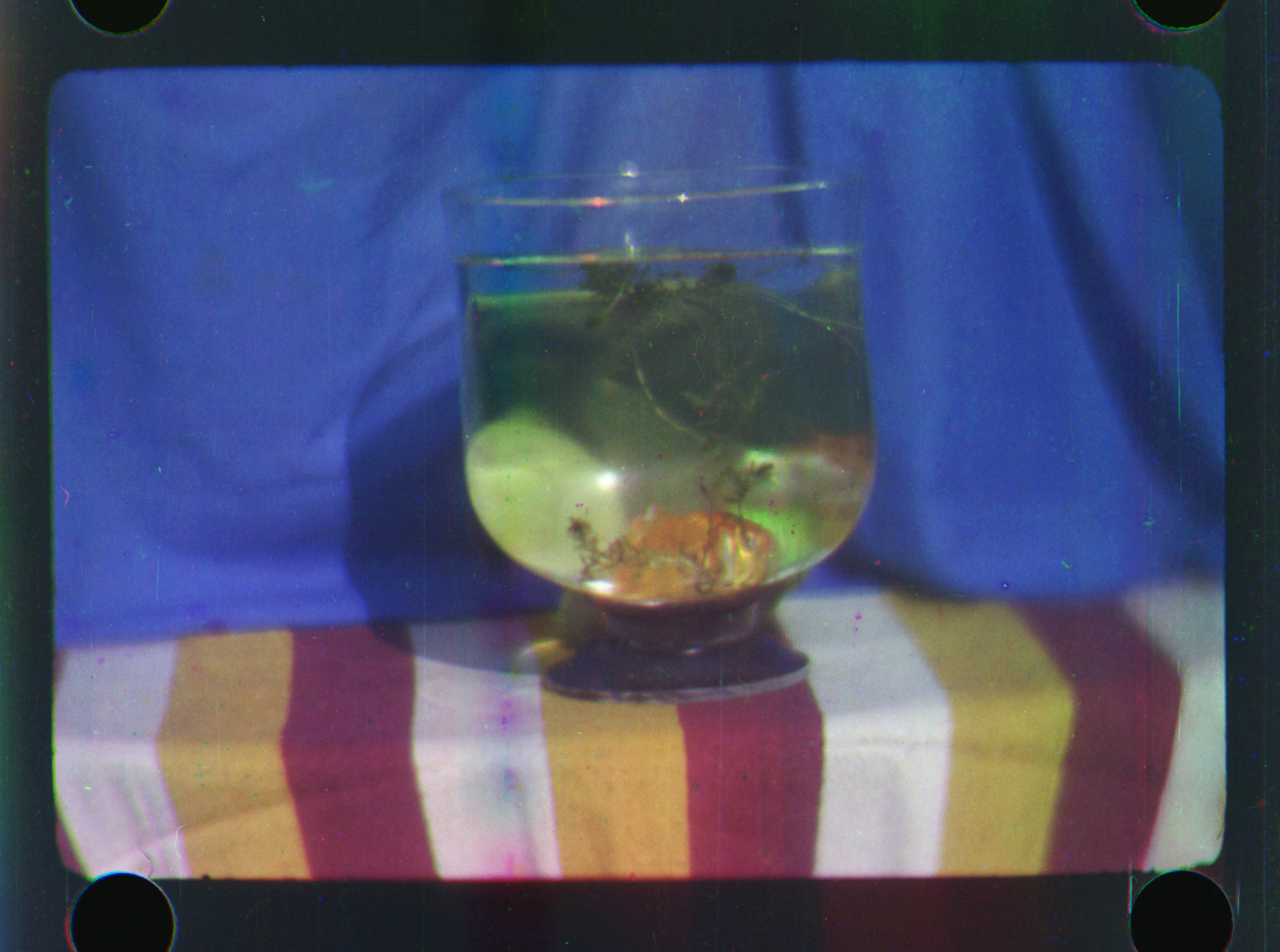
Fotograma de una película de prueba hecha por Edward Turner en 1902.

Se denomina película en colores a aquella película cinematográfica en colores. Las primeras películas animadas fueron realizadas con una emulsión fotográfica basada en halogenuro de plata sobre una base clara. La imagen que se obtenía como resultado era en un rango de tonos de negro y blanco, dependiendo de la intensidad luminosa del objeto original.
La película en colores, no solo permitió captar la luminosidad de un sujeto, sino también su color. Sin importar si el color es fotografiado en trozos de film separados o en la misma emulsión, toda la fotografía en colores es sintetizada en un proceso en el cual diversas partes de la imagen almacenan un espectro discreto de luz.
Las primeras películas de colores se filmaron utilizando nitrato ortocromático y almacenaban luz de color cian (azul y verde), pero no luz roja. Para filmar grabando las tres principales longitudes de onda de la luz fue preciso producir película de nitrato pancromática.

## Coloración y pintado a mano
Dado que en los comienzos de la fotografía la película ortocromática no permitía la fotografía en colores, las primeras películas con color utilizaban tinturas sobre la base de anilina para crear colores artificiales. La primera película coloreada a mano fue Annabelle's Dance realizada por Thomas Edison para los usuarios de su kinetoscopio.
Muchos de los primeros realizadores de películas de los diez años subsiguientes también utilizaron esta técnica. George Méliès mediante un pago adicional por encima del costo de las versiones en blanco y negro producía copias coloreadas a mano de sus propias películas, incluida la pionera Viaje a la Luna (1902) que contaba con varios efectos visuales sumamente novedosos. Varios trozos de la película fueron pintados cuadro por cuadro por un grupo de veintiún mujeres en Montreuil mediante un método de línea de producción.
El primer proceso estencil exitoso a nivel comercial fue creado por Pathé Frères en 1905. Pathé Color (rebautizado en 1929 como Pathéchrome) se convirtió en uno de los sistemas estencil de coloración más precisos y confiables. El mismo consistía de una impresión original de la película a ser coloreada con secciones cortadas mediante un pantógrafo en aquellas áreas según los hasta seis colores disponibles mediante una máquina de colorear que tenía rodillos de felpa impregnados en tintura. Después de que se hubiese armado el estencil de toda la película, se lo colocaba en contacto con los fotogramas a ser coloreados y se los procesaba a una alta velocidad (60 pies/ 18 metros por minuto) a través de la máquina de colorear (teñir). El proceso era repetido para cada conjunto de esténciles correspondiente a cada color. Hacia 1910, la fábrica de Pathé en Vincennes empleaba más de 400 mujeres como estenciladoras. Pathéchrome continuó siendo utilizado a lo largo de toda la década de 1930.
Una técnica más común comenzó a gestarse a principios de la década de 1910, es la denominada teñido de película, un proceso en el cual o la emulsión o la base de la película es teñido, otorgándole a la imagen un color uniforme monocromático. Este proceso fue popular durante la época del cine mudo, utilizándose ciertos colores específicos para determinados efectos narrativos (rojo para las escenas con fuego o reflejos de fuego, azul para la noche, etc.).
Un proceso complementario denominado toning, reemplaza las partículas de plata en la película por sales metálicas o mordanted dyes. Esto crea un efecto de color mediante el cual las partes oscuras de la imagen son reemplazadas por un color (o sea, azul y blanco en lugar de negro y blanco). A veces el teñido y el toning eran utilizados en forma conjunta.
En los Estados Unidos, el grabador Max Handschiegl de San Louis y el cinematógrafo Alvin Wyckoff crearon el proceso de color Handschiegl, un proceso de estencil que fue utilizado por primera vez en Joan the Woman (1917) dirigida por Cecil B. DeMille, y utilizado en secuencias con efectos especiales de películas tales como The Phantom of the Opera (1925). El proceso empleaba la técnica de litografía de tres colores para teñir las películas con ayuda de una máquina.
En 1929 Eastman Kodak presentó su propio sistema de películas blanco y negro preteñidas denominado Sonochrome. La línea Sonochrome permite obtener películas teñidas en diecisiete colores diferentes incluidos Peachblow, Inferno, Candle Flame, Sunshine, Purple Haze, Firelight, Azure, Nocturne, Verdante, Aquagreen, Caprice, Fleur de Lis, Rose Doree, y el Argent que era neutral, y que se utilizaba para evitar que la pantalla se tornara excesivamente brillante al cambiar a escenas en blanco y negro.